# Новознам'янська сільська рада (Кременчуцький район)
Новознам'янська сільська рада (до 2016 року — Червонознам'янська) — колишній орган місцевого самоврядування в Кременчуцькому районі Полтавської області з центром у селі Нова Знам'янка.

## Населені пункти
1. село Нова Знам'янка
2. село Вільна Терешківка